# Begraafplaats van Ormeignies
De Begraafplaats van Ormeignies is een gemeentelijke begraafplaats in het Belgische dorp Ormeignies, een deelgemeente van Aat. De begraafplaats ligt aan de Rue de la Fontaine d'Ormeignies op 440 m ten oosten van het dorpscentrum (Église Saint-Ursmer). Ze heeft een lang rechthoekig grondplan en wordt omgeven door een bakstenen muur. Er loopt een centraal pad waarop naar het einde toe een groot Kristuskruis onder een zadeldakje staat. Een tweedelig metalen traliehek sluit de begraafplaats af. 

## Britse oorlogsgraven
Tegen de zuidelijke muur van de begraafplaats ligt een perkje met vier Britse graven met gesneuvelden uit de Tweede Wereldoorlog. Zij maakten deel uit van het Royal Armoured Corps en sneuvelden op 19 mei 1940 tijdens de gevechten tegen het oprukkende Duitse leger om de terugtocht van het Britse Expeditieleger naar Duinkerke veilig te stellen. 
Hun graven worden onderhouden door de Commonwealth War Graves Commission waar ze geregistreerd staan onder Ormeignies Communal Cemetery.